# سكوت راندولف
سكوت راندولف (بالإنجليزية: Scott Randolph)‏ هو سياسي أمريكي، ولد في 17 أكتوبر 1973 في جونسون سيتي في الولايات المتحدة. حزبياً، نشط في الحزب الديمقراطي. وقد انتخب عضو مجلس نواب فلوريدا.